# Свагерс, Элизабет
Элизабет Свагерс (фр. Elisabeth Swagers, нидерл. Elisabeth Zwagers), урождённая Элизабет-Женевьева Мери (Meri, также Merie; ок. 1775, Париж — 12 июня 1837, там же) — французская художница-миниатюрист, принадлежавшая к династии художников Свагерс.

## Биография

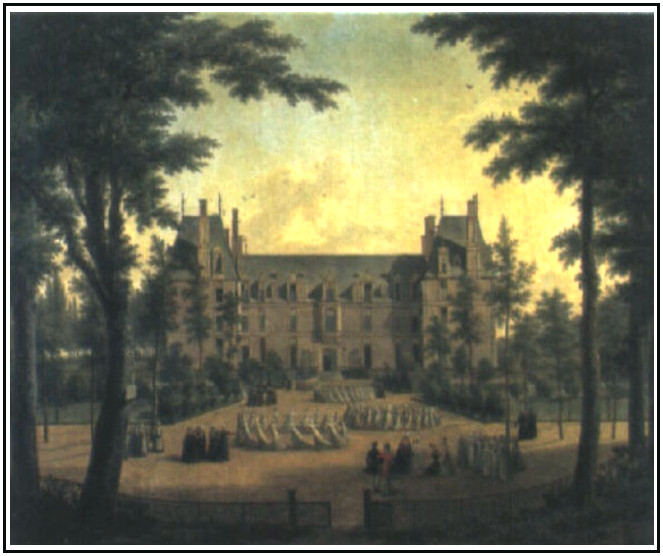
Э. Свагерс. Воспитательный дом Почетного легиона в Экуане. Ок. 1830

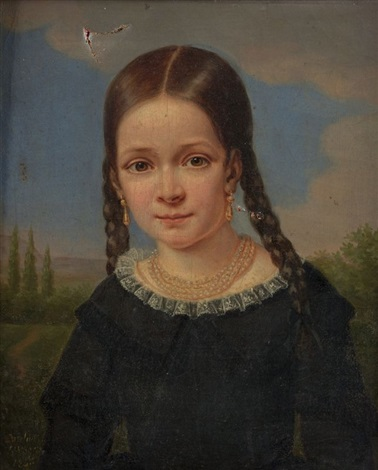
Портрет девочки на фоне пейзажа

Точная дата рождения Элизабет Свагерс (девичья фамилия Мери) неизвестна. Чаще всего упоминается 1775 год, однако сохранившиеся задокументированные события из жизни Элизабет (в частности заключение брака и рождение сына) свидетельствуют о более раннем годе её рождения.
Элизабет Свагерс брала уроки рисования и скульптуры у известных мастеров своего времени — Огюстена Пажу, Аделаиды Лабиль-Гиар, Жака Огюстена. Около 1787 года она познакомилась с голландским художником-пейзажистом Франсом Свагерсом (1756—1836 гг.) из Утрехта, недавно переехавшим во Францию, и 26 мая 1789 года в Париже вышла за него замуж. До октября 1792 года семья проживала в Париже по улице Сен-Дени, затем д’Орлеан.
Впоследствии Свагерс посвятила себя преподаванию рисунка и миниатюры в Воспитательном доме Почетного легиона (Les Maisons d'éducation de la Légion d’honneur) в Экуане. Её ученицами были девочки, чьи предки были награждены Орденом Почётного легиона. На одной из своих работ Элизабет изобразила школу в Экуане. Позже она основала собственную школу рисования.
Элизабет Свагерс умерла в Париже. Её имя и краткая биография занесены в словарь наиболее значимых художников и скульпторов Эмануэля Бенезита (Benezit Dictionnaire des Peintres, Sculpteurs, Dessinateurs, et Graveurs), а также включено в число выдающихся художников в «Dictionnaire des artistes de l'école française au XIXe siècle» Шарля Габе (1831).
Кроме миниатюрных портретов сохранилось несколько рисунков мелом, а также несколько работ пастелью.

## Династия художников
Элизабет Свагерс и её муж Франс Свагерс являются основателями династии успешных художников. В семье было трое детей. Двое из них, а также некоторые из их потомков посвятили себя художественному творчеству:
- Шарль Свагерс (1792—1849) — французский художник, в основном автор исторических сцен[5], получивший начальное художественное образование у своего отца[6].

Шарль Свагерс наиболее известен благодаря гризайли, выставленной им на Парижском Салоне в 1833 году под названием «Гробница Марии Кристины Австрийской Антонио Кановы». Изображение Святого Николая работы Свагерса хранится в церкви Сен-Луи в Гиене. В 1840 году он был назначен профессором рисунка и композиции в Дьепе.
- Каролина Свагерс[фр.] (1808—1877), известная как Зоя Шарлотта Свагерс, — ученица своих родителей, художница-миниатюрист. Участница Парижского Салона с 1831 г.
- Внук Франса Свагерса и сын Шарля Свагерса, Эдуард, также был художником и литографом, работавшим в Париже. Он также писал бытовые сцены и портреты. На выставке в Королевском музее в 1831 году он представил картину «Соломенная шляпа», этюд головы и «Мужской портрет в костюме национальной гвардии».

В семье была ещё дочь Элизабет-Паулина.